# Calcitonine
La calcitonine est une hormone peptidique de 32 acides aminés. La majeure partie de calcitonine est produite chez l'être humain par les cellules parafolliculaires (aussi nommées cellules C) de la thyroïde et chez plusieurs autres espèces animales par les corps ultimobranchiaux. La calcitonine participe au métabolisme phosphocalcique en s'opposant aux effets de l'hormone parathyroïdienne (PTH) du moins pour la calcémie. C'est une hormone hypocalcémiante et hypophosphatémiante. Elle a été retrouvée chez les poissons, les reptiles, les oiseaux et les mammifères. Elle appartient à la famille des calcitonin-like proteins.

## Structure
La calcitonine est une hormone peptidique linéaire de 32 acides aminés. Sa structure est constituée d'une simple hélice alpha.

Exemples : séquences peptidiques de la calcitonine humaine et de saumon :
```
Humain : Cys-Gly-Asn-Leu-Ser-Thr-Cys-Met-Leu-Gly-Thr-Tyr-Thr-Gln-Asp-Phe-Asn-Lys-Phe-His-Thr-Phe-Pro-Gln-Thr-Ala-Ile-Gly-Val-Gly-Ala-Pro
```

```
Saumon : Cys-Ser-Asn-Leu-Ser-Thr-Cys-Val-Leu-Gly-Lys-Leu-Ser-Gln-Glu-Leu-His-Lys-Leu-Gln-Thr-Tyr-Pro-Arg-Thr-Asn-Thr-Gly-Ser-Gly-Thr-Pro
```

Les deux séquences diffèrent de 16 acides.
Son gène est CALCA situé sur le chromosome 11 humain. Un épissage alternatif conduit à la formation du PRGC (pour « Peptide relié au gène calcitonine »).

## Fonction
Spécifiquement, elle réduit la calcémie, taux sanguin de calcium (faible action), de deux manières : 
- principalement, elle inhibe les ostéoclastes, ce qui diminue la résorption osseuse (ostéoclasie) et donc augmente le stockage du calcium dans l'os ;
- elle augmente l'excrétion du calcium par les reins ainsi que le phosphore.

La sécrétion de calcitonine se solde donc par une hypocalcémie avec hypercalciurie ainsi qu'une hypophosphatémie avec hyperphosphaturie.
Le rôle physiologique de la calcitonine est controversé chez l'adulte (plus de croissance) mais est possible chez l'enfant. Ainsi, si la calcitonine est en excès ou qu'il n'y a pas de sécrétion, aucune véritable répercussion ne sera observée. Une thyroïdectomie ou un carcinome médullaire de la thyroïde n'entraîne donc pas de modifications majeures sur la calcémie.
La sécrétion est stimulée par une augmentation du calcium ionisé plasmatique. La gastrine peut également avoir un effet stimulateur mais à des doses supraphysiologiques.
La majeure partie de la calcitonine du corps humain est produite dans les cellules claires ou cellules C (appelées aussi cellules parafolliculaires) de la glande thyroïde.
La calcitonine est utilisée dans le traitement de l'ostéoporose postménopausique.
La calcitonine est utilisée dans le diagnostic des cancers médullaires de la thyroïde.
La calcitonine de saumon est plus de 10 fois plus active que la calcitonine humaine.